# Campeonato nacional de Estados Unidos 1885
Lista de los campeones del Campeonato nacional de Estados Unidos de 1885, competición de tenis denominada actualmente Abierto de Estados Unidos:

## Senior

### Individuales masculinos
Richard Sears vence a  Godfrey M. Brinley, 6–3, 4–6, 6–0, 6–3

### Dobles masculinos
Richard Sears /  Joseph Clark vencen a  Henry Slocum /  Percy Knapp,  6–3, 6–0, 6–2
| Predecesor: 1884                         | Campeonato nacional de Estados Unidos 1885 | Sucesor: 1886                         |
| Predecesor: Campeonato de Wimbledon 1885 | Grand Slam 1885                            | Sucesor: Campeonato de Wimbledon 1886 |

- Datos: Q2419035